# 八戶久慈自動車道
八戶久慈自動車道（日语：／ Hachinohe kuji jidōshadō */?）是從青森縣八戶市八戶系統交流道至岩手縣久慈市久慈交流道的快速公路（一般國道45號快速道路（B路線））。略稱為八戸久慈道（日语：／ Hachinohe kujidō */?）。高速公路編號與三陸自動車道、三陸北縱貫道路被共同編為 E45 。

## 歷史
- 1991年（平成3年）：八戶南環狀道路事業化。
- 1993年（平成5年）12月16日：久慈道路・久慈北交流道 - 久慈交流道間 (3.2公里) 以暫定2車道啟用。
- 1995年（平成7年）：八戶南道路事業着手。
- 1999年（平成11年）：八戶南環状道路開工。
- 2002年（平成14年）：八戶南道路開徵道路用地。
- 2003年（平成15年）：八戶南道路開工。
- 2005年（平成17年）3月5日：八戶南環狀道路・八戶是川交流道 - 八戶南交流道間 (3.8公里) 以暫定2車道啟用。
- 2006年（平成18年）：久慈道路設置救護車退出路。
- 2007年（平成19年）6月16日：八戶南道路・八戶南交流道 - 種差海岸階上岳交流道間 (3.4公里) 以暫定2車道啟用。
- 2011年（平成23年）12月11日：八戶南環状道路・是川隧道開工。
- 2013年（平成25年）3月9日：八戶南道路・種差海岸階上岳交流道 - 階上交流道間 (5.3公里) 以暫定2車道啟用。
- 2013年（平成25年）3月24日：八戶南環狀道路・是川隧道完成。
- 2014年（平成26年）3月29日：八戶南環狀道路・八戶系統交流道 - 八戶是川交流道間 (4.8 公里) 通車，八戶南環狀道路全線通車[1]。以暫定2車道啟用並與八戶自動車道連接[2]。同時間開設八戶系統交流道收費站。

## 各區間

### 八戶南環狀道路
八戶南環狀道路是日本青森縣八戶市内延長約8.6km的八戶久慈自動車道（一般國道45號）一部份。現在使用中的是八戶是川IC-八戶南IC間3.8km。
- 起點：青森縣八戶市根城笹原
- 終點：青森縣八戶市妙大開
- 全長：8.6km
- 規格：第1種第3級
- 道路幅員：暫定12.0m（完成22.0m）
- 車線數：暫定2車線（完成4車線）

#### 沿革
- 1991年（平成3年）度：事業化。
- 1999年（平成11年）度：着工。
- 2005年（平成17年）3月5日：八戶是川IC-八戶南IC間（3.8km）暫定2車線開始使用。
- 2015年度：八戶JCT-八戶是川IC間予定使用(八戶自動車道直結)

#### 出入口
- <5-1> （八戶JCT：予定）（八戶自動車道）

此間未開通
- 1 八戶是川IC
- 2 八戶南IC（八戶南道路）

### 八戶南道路
八戶南道路是日本青森縣八戶市至三戶郡階上町延長約8.7km的八戶久慈自動車道（一般國道45號）一部份。完成目標日期為2012年。。
- 起點：青森縣八戶市大字妙字大開
- 終點：青森縣三戶郡階上町道仏
- 全長：8.7km
- 規格：第1種第3級
- 道路幅員：暫定12.0m（完成22.0m）
- 車線數：暫定2車線（完成4車線）

#### 沿革
- 1995年（平成7年）度：事業着手。
- 2002年（平成14年）度：用地着手。
- 2003年（平成15年）度：工事着手。
- 2007年（平成19年）6月16日：八戶南IC～種差海岸階上岳IC間（3.4km）暫定2車線開始使用。

#### 出入口
- 2 八戶南IC（八戶南環狀道路）
- 3 種差海岸階上岳IC
- <4> （階上IC：予定）（國道45號）

### 久慈道路
久慈道路是日本岩手縣久慈市的高規格幹線道路。另外舊道由國道395號降格。

#### 沿革
- 1993年（平成5年）12月16日 - 開通。
- 2006年（平成18年） - 救急車退出路設置

#### 出入口
- 久慈北IC
- 久慈IC（三陸北縱貫道路）

## 地理

### 通過自治體
- 青森縣
  - 八戶市 - 三戶郡階上町 - 八戶市 - 三戶郡階上町
- 岩手縣
  - 九戶郡洋野町 - 久慈市

### 連接高速公路
- E4A 八戶自動車道（於八戶系統交流道連接）
- E45 三陸北縱貫道路（日语：三陸北縦貫道路）（預定於久慈交流道直接連結）

## 相關項目
- 高規格幹線道路
- 國土交通大臣指定高規格幹線道路（一般國道快速道路）
- 日本高速公路列表
- 東北地方道路列表（日语：東北地方の道路一覧）
- 三陸自動車道
- 三陸北縱貫道路（日语：三陸北縦貫道路）
- 高速公路未完成路段（日语：高速ミッシングリンク (日本の高速道路)）

## 外部連結
- 國土交通省 東北地方整備局（页面存档备份，存于）
  - 青森河川國道事務所 （页面存档备份，存于）
  - 三陸國道事務所（页面存档备份，存于）

Template:八戶久慈自動車道